# 세계화주의
세계화주의 (世界化主義, 영어: globalism)는 지구상을 하나의 공동체로 간주해 프로토글로벌라이제이션(세계화)을 진행시키는 사상이다. 현대에는 다국적기업이 국경을 넘어 지구 규모로 경제활동을 전개하는 행위나, 자유 무역 및 시장 주의 경제를 전지구상에 확대시키는 사상 등을 나타낸다.

## 해설
'세계화주의'라는 말은 1991년 이후에 사용되게 되었지만, 역사적으로는 몇 번이나 볼 수 있던 경향이다. 19세기부터 1945년까지의 구미 열강에 의한 제국주의·식민지주의도 세계화주의의 일종이지만, 3국 이상의 열강의 세력권에서 닫은 경제활동을 실시하는 블록경제였다.
1991년에 소련이 붕괴한 다음은 미국의 압도적인 군사력을 배경으로 한 세계의 획일화나 신자유주의를 가리키는 것이 많다. 이는 자주 각국 독자적인 전통·관습과 충돌하기 때문에, 반미주의자 등에 의해 자주 '세계화주의는 미국 제국주의 및 미국화'이다'라고 비판된다.
근래에는 국제 회의의 때 등에 반세계화주의 데모를 하는 일이 있다.

## 공죄
세계화주의는 다국적기업에 의한 시장의 과점 혹은 독점 고정화에 이를 가능성이 높다. 예로서 참가에 거액의 자금이 필요한 반도체 제조등의 업종은 리스크가 높고 신규 참가가 곤란한 것으로부터, 다국적기업에 의한 시장과점·독점 고정화의 가능성이 높아진다. 참가가 곤란한 업종일수록 과점·독점 고정화가 진행된다고 예측된다.
세계화주의에 의한 상호의존이 높아지면, 원유를 비롯한 자원 가격 상승에 의해서, 가질 수 있는 사람인 자원국이 더욱 더 풍부해, 무자원국이 고가로 자원 구입을 피할 수 없게 되는 상황이 심각화한다. 일부의 다국적기업에 의한 국제 시장의 과점·독점 고정화가 강해지면, 자금·자본이 부족한 국가로부터의 기업의 참가는 극단적으로 불리해진다.
소프트웨어 산업 등과 같이 얼마 안 되는 자금으로 참가할 수 있어 1명의 인간의 아이디어가 크게 활용되는 업종은 많은 고용이 아웃소싱의 형태로 선진국으로부터 개발도상국에 흐르고 있어 세계적인 산업 규모의 확대가 계속되고 있다.

## 같이 보기
- 글로벌 자본주의
- 글로벌 스탠다드
- 글로벌 모델
- 프로토글로벌라이제이션
- 윔블던 효과
- 신보수주의
- 국제주의
- 인터내셔널
- 제4인터내셔널
- 일극체제
- 세계도시
- 지역주의
- 지방주의